# Inhaúma
Inhaúma is een gemeente in de Braziliaanse deelstaat Minas Gerais. De gemeente telt 5.565 inwoners (schatting 2009).

## Aangrenzende gemeenten
De gemeente grenst aan Cachoeira da Prata, Caetanópolis, Esmeraldas, Fortuna de Minas en Sete Lagoas.